# Thomas Kihlström
Thomas Kihlström, född 11 december 1948 i Arboga, Västmanland, är en badmintonspelare. Kihlström var Sveriges dominerande badmintonspelare under senare delen av 1970-talet och början av 1980-talet. Kihlström blev Sveriges första officiella världsmästare i badminton då han vann mixedklassen tillsammans med engelskan Nora Perry i Köpenhamns-VM 1983. Kihlström tog dessutom brons i såväl singel som dubbel (i par med Bengt Fröman) vid VM 1977. Kihlström är den ende manlige spelaren i historien som tagit VM-medalj i samtliga tre kategorier.
Vid Europamästerskapen 1982 vann Kihlström herrdubbeltiteln i par med Stefan Karlsson.
Kihlström är gift med badmintonspelare Lim Xiaoqing.